# Liste der denkmalgeschützten Objekte in Rettenegg
Die Liste der denkmalgeschützten Objekte in Rettenegg enthält die 5 denkmalgeschützten, unbeweglichen Objekte der österreichischen Gemeinde Rettenegg im steirischen Bezirk Weiz.

## Denkmäler
| Foto |                 | Denkmal                                                          | Standort                                  | Beschreibung | Metadaten |
| ---- | --------------- | ---------------------------------------------------------------- | ----------------------------------------- | --- | --- |
| ja   | Datei hochladen | Friedhof und ehem. Totenkammer HERIS-ID: 87223 Objekt-ID: 101613 | Rettenegg 23a, bei Standort KG: Rettenegg | | BDA-Hist.: Q37719046 Status: § 2a Stand der BDA-Liste: 2025-06-30 Name: Friedhof und ehem. Totenkammer GstNr.: 2/2, .1/5                              |
| ja   | Datei hochladen | Ehem. Hammerwerk und Mühle HERIS-ID: 87274 Objekt-ID: 101668     | Rettenegg 113 Standort KG: Rettenegg      | | BDA-Hist.: Q37719257 Status: Bescheid Stand der BDA-Liste: 2025-06-30 Name: Ehem. Hammerwerk und Mühle GstNr.: .18 Hammerwerk Rettenegg               |
| ja   | Datei hochladen | Pfarrhof HERIS-ID: 87220 Objekt-ID: 101610                       | Rettenegg 23 Standort KG: Rettenegg       | | BDA-Hist.: Q37718990 Status: § 2a Stand der BDA-Liste: 2025-06-30 Name: Pfarrhof GstNr.: .1/7                                                         |
| ja   | Datei hochladen | Kath. Pfarrkirche hl. Florian HERIS-ID: 51772 Objekt-ID: 57551   | Rettenegg 23a Standort KG: Rettenegg      | Die Pfarrkirche zum hl. Florian wurde 1807 begonnen und nach einer Unterbrechung 1833 fertiggestellt. Der Turm wurde 1897/98 von Hans Pascher hinzugefügt. Das Langhaus ist ein Saalbau mit Spiegelgewölbe, der einjochige, eingezogene Chor hat einen halbrunden Schluss. Die Einrichtung stammt überwiegend aus dem späteren 19. Jahrhundert, der Hochaltar zeigt ein Bild des hl. Florians, das mit J. Prank 1869 bezeichnet ist. Die beiden Seitenaltäre zeigen Bilder von Simon Pregatter aus dem Jahre 1835. Die Kanzel stammt vom Ende des 18. Jahrhunderts, die Orgel von Friedrich Werner aus dem Jahre 1869. | BDA-Hist.: Q38047547 Status: § 2a Stand der BDA-Liste: 2025-06-30 Name: Kath. Pfarrkirche hl. Florian GstNr.: .1/1 Pfarrkirche hl. Florian, Rettenegg |
| ja   | Datei hochladen | Pfarrheim, ehem. Armenhaus HERIS-ID: 87221 Objekt-ID: 101611     | Rettenegg 24 Standort KG: Rettenegg       | | BDA-Hist.: Q37719012 Status: § 2a Stand der BDA-Liste: 2025-06-30 Name: Pfarrheim, ehem. Armenhaus GstNr.: .1/2                                       |